# Fujiwara no Toyonari
Fujiwara no Toyonari (藤原豊成, 704–765) est un homme d'État, courtisan et politique japonais de l'époque de Nara.
Membre du clan Fujiwara, il est le fils de Fujiwara no Muchimaro. Ses frères sont Fujiwara no Nakamaro et Otomaro. Toyonari est le père de Fujiwara no Tsuginawa.

## Carrière
Toyonari est ministre durant les règnes de l'empereur Shōmu, de l'impératrice  Kōken, de l'empereur Junnin et de l'impératrice Shōtoku.
- L'année 749 (4e mois) : Toyonari est promu du rang de dainagon à un rang équivalent à celui de udaijin[5]. Celui-ci perdra ce rang lorsqu'il ne dénonça pas le complot de son cousin, Tachibana no Naramaro, contre Fujiwara no Nakamaro, son frère,  qui le bannit à l'ancienne province de Tsukushi[5].
- L'année 764  Toyonari retrouva la confiance de Kōken Tennō et récupéra son ancien rang d'udaijin[5], jusqu'à l'année 765, lorsqu'il meurt à l'âge de 62 ans[6].

## Source de la traduction
- (en) Cet article est partiellement ou en totalité issu de l’article de Wikipédia en anglais intitulé « Fujiwara no Toyonari » (voir la liste des auteurs).